# Marco Mellino
Marco Mellino (Canale, 3 agosto 1966) è un vescovo cattolico italiano, dal 15 ottobre 2020 segretario del Consiglio dei cardinali, dal 5 giugno 2022 segretario della Commissione interdicasteriale per la revisione del regolamento generale della Curia romana e dal 2020 segretario del Consiglio dei cardinali.

## Biografia
È nato a Canale, in provincia di Cuneo e diocesi di Alba, il 3 agosto 1966.

### Formazione e ministero sacerdotale
Ha compiuto gli studi nel seminario diocesano di Alba, frequentando la scuola media privata e il liceo classico "San Paolo", conseguendo il diploma di maturità nel 1985.
Per 6 anni ha frequentato i corsi filosofici e teologici presso lo studio teologico interdiocesano di Fossano, affiliato alla Facoltà teologica dell'Italia settentrionale di Milano, conseguendo il baccellierato l'11 giugno 1991.
Il 29 giugno 1991 è stato ordinato presbitero dal vescovo di Alba, Giulio Nicolini, ed incardinato nella diocesi di Alba.
Il 1º luglio seguente è stato nominato vicario parrocchiale della parrocchia del Sacro Cuore in Santo Stefano Belbo, incarico che ha ricoperto per 6 anni, fino al 31 agosto 1997.
In quell'anno è stato inviato a Roma dal vescovo Sebastiano Dho per compiere gli studi in diritto canonico presso la Pontificia Università Lateranense, dove ha conseguito il dottorato summa cum laude in diritto canonico, il 19 dicembre 2000, con tesi sul matrimonio canonico ("Il bonum coniugum nella prospettiva personalistica del matrimonio canonico").
Il 1º settembre 2000 è stato nominato parroco della parrocchia dell'Immacolata Concezione in Piana Biglini (Alba). Dal 2000 al 2006 è stato, inoltre, giudice istruttore e ponente presso il tribunale ecclesiastico regionale pedemontano con sede a Torino; docente di diritto canonico presso lo studio teologico interdiocesano di Fossano; difensore del vincolo nel tribunale diocesano di Alba per le cause matrimoniali super rato et non consummato e collaboratore dell'assistente diocesano dell'Ufficio per la pastorale della famiglia con incarico di consulenza per coppie in difficoltà e colloqui con coniugi separati e/o divorziati, conviventi o sposati civilmente in vista di possibili istanze al Tribunale regionale competente per eventuale dichiarazione di nullità del matrimonio.
Nel 2006 ha iniziato a prestare il suo servizio presso la Segreteria di Stato della Santa Sede, in qualità di officiale della sezione giuridica. Il 21 luglio 2009 è stato nominato giudice esterno al Tribunale di appello del Vicariato di Roma.
Il 22 dicembre 2009 papa Benedetto XVI gli ha conferito il titolo onorifico di cappellano di Sua Santità.
Rientrato in diocesi, nel luglio 2018 il vescovo Marco Brunetti lo ha nominato vicario generale e assistente dell'Azione Cattolica diocesana per il settore adulti.

### Ministero episcopale
Il 27 ottobre 2018 è stato nominato da papa Francesco segretario aggiunto del Consiglio dei cardinali, membro del Pontificio consiglio per i testi legislativi e contestualmente elevato alla dignità episcopale, con l'assegnazione della sede titolare di Cresima. Il 15 dicembre successivo ha ricevuto l'ordinazione episcopale, nella cattedrale di Alba, dal cardinale Pietro Parolin, segretario di Stato della Santa Sede, co-consacranti Marco Brunetti, vescovo di Alba, e Marcello Semeraro, vescovo di Albano e segretario del Consiglio dei cardinali.
Nel 2019 ha partecipato all'assemblea speciale per la regione panamazzonica, dal tema: Amazzonia: nuovi cammini per la chiesa e per una ecologia integrale.
Il 15 ottobre 2020 è stato nominato segretario del Consiglio dei cardinali, sostituendo Marcello Semeraro, nominato a sua volta prefetto della Congregazione delle cause dei santi.
Il 5 maggio 2022 viene nominato segretario della Commissione interdicasteriale per la revisione del regolamento generale della Curia romana, che è entrata in vigore il 5 giugno successivo.

## Genealogia episcopale
La genealogia episcopale è:
- Cardinale Scipione Rebiba
- Cardinale Giulio Antonio Santori
- Cardinale Girolamo Bernerio, O.P.
- Arcivescovo Galeazzo Sanvitale
- Cardinale Ludovico Ludovisi
- Cardinale Luigi Caetani
- Cardinale Ulderico Carpegna
- Cardinale Paluzzo Paluzzi Altieri degli Albertoni
- Papa Benedetto XIII
- Papa Benedetto XIV
- Papa Clemente XIII
- Cardinale Bernardino Giraud
- Cardinale Alessandro Mattei
- Cardinale Pietro Francesco Galleffi
- Cardinale Giacomo Filippo Fransoni
- Cardinale Antonio Saverio De Luca
- Arcivescovo Gregor Leonhard Andreas von Scherr, O.S.B.
- Arcivescovo Friedrich von Schreiber
- Arcivescovo Franz Joseph von Stein
- Arcivescovo Joseph von Schork
- Vescovo Ferdinand von Schlör
- Arcivescovo Johann Jakob von Hauck
- Vescovo Ludwig Sebastian
- Cardinale Joseph Wendel
- Arcivescovo Josef Schneider
- Vescovo Josef Stangl
- Papa Benedetto XVI
- Cardinale Pietro Parolin
- Vescovo Marco Mellino

## Araldica
| Stemma | Blasonatura |
| ------ | --- |
|        | D'oro cappato d'azzurro: nel 1º all'agnello passante al naturale, rivoltato, nimbato di rosso, portante con la zampa sinistra una bandiera d'argento inquartata da una croce di rosso; nel 2º alla stella (a 7 punte) d'argento a destra, e alla ruota di sei raggi dello stesso a sinistra. |